# Anarthron
Anarthron is een geslacht van kreeftachtigen uit de klasse van de Ostracoda (mosselkreeftjes).

## Soorten
- Anarthron chilensis (Hartmann, 1965) Kornicker, 1975
- Anarthron dithrix Kornicker, 1975
- Anarthron evexum Kornicker, 1975
- Anarthron pholion Kornicker, 1975
- Anarthron reticulatum (Hartmann, 1965) Kornicker, 1975